# Dorothy Tristan
Pour les articles homonymes, voir Tristan.
Dorothy Tristan, née le 9 mai 1934 et morte le 7 janvier 2023, est une actrice et scénariste américaine.
Elle est surtout connue pour ses rôles dans les films Klute, Le Clochard de Beverly Hills (Down and Out in Beverly Hills) et L'Épouvantail (Scarecrow).

## Biographie
Dorothy Tristan co-écrit les films MIG : Menace imminente de guerre (Steal the Sky) et Comme un lion en cage (Weeds). Elle écrit également les films Suspended Animation, basé sur son roman, et A Piece of Eden. Dorothy Tristan commence aussi une carrière de mannequin et fait la couverture des magazines Vogue et Life.
Elle fait ses débuts au cinéma dans Au bout du chemin (End of the Road, 1970), réalisé par Aram Avakian qu'elle avait épousé en 1957 et duquel elle divorce en 1972. En 1975, elle épouse John D. Hancock et ils collaborent sur des films comme Comme un lion en cage (Weeds, 1987).
Le 7 janvier 2023, Dorothy Tristan meurt, à 88 ans, des suites de complications liées à la maladie d'Alzheimer à La Porte, dans l'Indiana,,,.

## Filmographie partielle

### Comme actrice

#### Au cinéma
- 1970 : End of the Road (Au bout du chemin) : Rennie Morgan
- 1971 :  Klute : Arlyn Page
- 1973 : L'Épouvantail : Coley
- 1974 :  Enquête dans l'impossible : Janet Tucker
- 1974 :  A Place Without Parents
- 1976 :  Le Pirate des Caraïbes : Alice
- 1977 :  Le Toboggan de la mort : Helen
- 1979 :  Ça glisse... les filles ! : Fay
- 1986 :  Le Clochard de Beverly Hills : Dorothy
- 2015 :  The Looking Glass : Karen
- 2020 :  The Girls of Summer : Woman on the Porch

### Comme scénariste

#### Au cinéma
- 1987 :  Comme un lion en cage
- 2000 :  A Piece of Eden
- 2001 : Mayhem
- 2015 :  The Looking Glass

## Récompenses et distinctions
- Dorothy Tristan : Récompenses, sur l'Internet Movie Database